# Monteignet-sur-l'Andelot
Monteignet-sur-l'Andelot é uma comuna francesa na região administrativa de Auvérnia-Ródano-Alpes, no departamento Allier. Estende-se por uma área de 9,26 km². Em 2010 a comuna tinha 265 habitantes (densidade: 28,6 hab./km²).